# Катон Старший, або Про старість
Катон Старший, або Про старість або Катон Старший про старість (лат. Cato Maior de Senectute) - це есе, написане Цицероном у 44 році до н.е. на тему старіння і смерті. Щоб надати своїм роздумам більшої ваги, Цицерон написав свій твір так, ніби шановний Катон Старший читав лекції Сципіону Африканському та Гаю Лаелію Сапієнсу.

## Назва
Оригінальна назва твору - "Cato Maior" ("Катон Майор"). Підзаголовок був "De senectute", але пізніші автори надавали перевагу коротшій назві. Сам Цицерон в інших своїх працях називає твір загалом "Cato Maior", а одного разу - "Cato Maior qui est scriptus ad te de senectute". Можливо, в одному випадку він називає його Катоном. Плутарх, перекладаючи "De senectute", називає його грецькою Περι γήνος (Peri genos). Більшість рукописних копій тексту використовують повну назву або якийсь її варіант (наприклад, Catonis de senectute).

## Зміст
Вона була написана Цицероном на шістдесят третьому році життя і адресована його другові Аттикусу. Цицерон представляє промову, виголошену старшим Катоном (на вісімдесят четвертому році життя) з нагоди того, як молоді Сципіон і Лаелій висловили своє захоплення дивовижною легкістю, з якою він все ще ніс тягар життя. Цицерон визнає, що почуття, вкладені в уста Катона, насправді належать йому самому. Його мета - показати, що старість не тільки терпима, але й комфортна завдяки внутрішнім ресурсам щастя. Він розглядає недуги старості під чотирма загальними заголовками: те, що вона позбавляє можливості брати участь у справах світу, те, що вона спричиняє тілесні немочі, те, що вона зупиняє насолоду від чуттєвих задоволень, і те, що вона підводить нас до межі смерті. Деякі з цих передбачуваних недоліків, на його думку, є уявними, і для будь-яких справжніх задоволень, яких позбавлені старі, можна знайти інші, вишуканіші та вищі. Загалом погляд на старість є оптимістичним. Він заперечує, наприклад, погіршення пам'яті - що жоден старий ніколи не забував, де сховав свій скарб. Уся праця проілюстрована прикладами видатних римських громадян, які дожили до поважної і приємної старості.

## Український переклад
- Марк Туллій Ціцерон. Філіппіки. Катон Старший, або Про старість. Переклав з латини В. Литвинов. — Львів: Апріорі, 2021. 376 с. ISBN 978-617-629-681-2